# Wapen van Kloetinge

Wapen van Kloetinge

Het wapen van Kloetinge werd op 31 juli 1817 bevestigd door de Hoge Raad van Adel aan de Zeeuwse gemeente Kloetinge. Per 1970 ging Kloetinge grotendeels op in de gemeente Goes. Het wapen van Kloetinge is daardoor definitief komen te vervallen als gemeentewapen.

## Blazoenering
De blazoenering van het wapen luidde als volgt:
Zijnde van goud, beladen met 3 lelien van lazuur, staande 2 en 1.
De heraldische kleuren zijn goud (goud of geel) en lazuur (blauw). In het register van de Hoge Raad van Adel zelf wordt geen beschrijving gegeven, maar een afbeelding.

## Verklaring
Het gemeentewapen van Kloetinge vormde eerder het wapen van heerlijkheid Kloetinge. Bij de aanvraag in 1815 werd als verklaring opgegeven dat het wapen afgeleid is van de eerste Heren van Kloetinge en dat het wapen genoemd werd in de Nieuwe Cronyk van Zeeland van Smallegange eind 17e eeuw. De heerlijkheid Kloetinge was in vroegere tijden in handen van het geslacht Van Borssele. Wolfert VI van Borselen trouwde met Charlotte van Bourbon-Montpensier. Het wapen van het Huis Bourbon bestond uit drie gouden lelies op een blauw veld. Een verklaring kan dus zijn dat het heerlijkheidswapen hiervan afgeleid is, waarbij de kleuren omgedraaid zijn.

## Verwante wapens

Wapen van het Huis Bourbon
Wapen van Nisse